# Alfons Sycylijski (książę Kalabrii)
Alfons książę Kalabrii, właśc., wł. Alfonso Maria Leon Christian Alfonso de Liguori Antoine Carlos Andre Francis Xavier de Borbón-Dos Sicilias y Borbón (ur. 30 listopada 1901, zm. 3 lutego 1964) – książę Obojga Sycylii, książę Kalabrii, jeden z dwóch pretendentów do tytułu głowy Królewskiej Rodziny Burbonów Sycylijskich od 1960 do śmierci (z linii Kalabria). Drugim pretendentem był jednocześnie Ranieri, książę Castro.

## Rodzina
Był synem księcia Carlosa Tancredi (1870–1949), i jego pierwszej żony – Marii de las Mercedes, infantki hiszpańskiej, księżnej Asturii (1880–1904). Miał dwoje młodszego rodzeństwa: Ferdynanda (1903–1905) i Izabelę Alfonsinę (1904–1985), żonę hrabiego Jana Kantego Zamoyskiego.
W 1904 matka Alfonsa zmarła w połogu, a ponieważ jej ojciec – król Hiszpanii – Alfons XII Burbon nie miał wtedy syna, tylko drugą córkę, to Alfons jako najstarszy syn Marii Mercedes został następcą tronu hiszpańskiego. Funkcję tę pełnił jeszcze podczas rządów kolejnego króla – Alfonsa XIII Burbona, aż do narodzenia się pierwszego syna tego władcy.
W 1907 ojciec Alfonsa ożenił się ponownie z Ludwiką Orleańską (1882–1958), córką Filipa Orleańskiego, hrabiego Paryża. Miał z nią czworo dzieci – przyrodnie rodzeństwo Alfonsa.

## Małżeństwo i potomstwo
Ożenił się z księżniczką Alicją Burbon-Parmeńską (ur. 1917), córką Eliasza, księcia parmeńskiego. Para ta miała troje dzieci:
1. księżniczkę Teresę Burbon-Sycylijską (ur. 6 lutego 1937), żonę Inigo Moreno y Artega, markiza de Laula, matkę siedmiorga dzieci,
2. infanta Karola Burbon-Sycylijskiego (ur. 16 stycznia 1938), księcia Kalabrii,
3. księżniczkę Inés Marię Burbon-Sycylijską (ur. 18 lutego 1940), żonę Don Luis Morales y Aguado, matkę pięciorga dzieci.